# Europatunnel (Aalter)
De Europatunnel in Aalter is een wegtunnel in de N44 onder het vroegere kruispunt van de Brouwerijstraat en de Knokkeweg (N44) in Aalter. Boven op de tunnel is er een rotonde.
De bouw begon in 2007 met de tunnelkoker richting Maldegem, die na zes maanden klaar was. In 2008 werd de tunnelkoker richting de A10/E40 aangelegd en na vier maanden afgewerkt. De rotonde boven op de tunnel werd eind 2008 opengesteld. De kostprijs voor het totale project bedroeg ca. 10,9 miljoen euro.